# Індуїзм в Естонії
Серед східних релігійних вірувань, що досягли Естонії, починаючи з кінця 1980-х років, першими й основними є натхненні індуїзмом і буддизмом напрямки. Індуїзм і буддизм були зареєстрованими в країні в 1990 роках.

## Кількість
Кількість прихильників індуїзму в Естонії є незначною. Згідно з переписом населення 2000 року, в Естонії на той момент було 138 прихильників індуїзму.
Серед них 90 були безпосередньо індуїстами (54 естонці) та 48 кришнаїтами (22 естонці).